# غارهای یونگانگ
غارهای یونگانگ، که در نمای جنوبی تپه‌ای صخره‌ای در ۱۶ کیلومتری غرب شهر داتونگ در استان شانشی کنده شده‌اند، در چین باستان تشکیل معبدی بودایی را می‌داده‌اند. یونسکو این محل را برجسته‌ترین اثر هنر غاری بودایی در قرن‌های پنجم و ششم میلادی می‌نامد و در سال ۲۰۰۱ آن را در فهرست میراث جهانیش ثبت کرده‌است. این مجموعه شامل ۲۵۲ غار به همراه ۵۱۰۰۰ مجسمه در منطقه‌ای به مساحت ۱۸۰۰۰ مترمربع است. همچنین تعداد ۱٬۱۰۰ غار کوچکتر نیز درین مجموعه وجود دارد. در دوران دودمان مینگ بر فراز تپه‌ای که غارهای یونگانگ در آن کنده شده‌اند قلعه ساخته شد که هنوز پابرجا است.
این تپه حدود ۷۹۰ متر طول و از ۹ تا ۱۸ متر ارتفاع دارد.

## تاریخچه
پس از سقوط دودمان جین (۴۲۰–۲۶۵)، شمال چین تحت کنترل وی شمالی درآمد و ایشان شهر پینچنگ (داتونگ امروزی) را پایتخت خود قرار دادند و همچنین آیین بودایی را به عنوان دین رسمی خود پذیرفتند. آیین بودایی از طریق راه ابریشم شمالی به چین رسیده بود. راه ابریشم شمالی پایتخت باستانی چین شی‌آن را به غرب چین، کاشغر، و در نهایت امپراتوری پارت وصل می‌کرد.
اولین دورهٔ ساخت‌وساز غارهای یونگانگ حدود ۴۶۵ میلادی آغاز شد. پس از وقفه‌ای کوتاه کندن غارها در دورهٔ دوم ادامه یافت. با انتقال پایتخت وی به لوئویانگ در ۴۹۴ میلادی، حمایت امپراتور ازین ساخت‌وسازها پایان یافت، ولی حامی خصوصی دورهٔ سومی از ساخت‌وسازها در منطقه را آغاز کرد که تا ۵۲۵ میلادی طول کشید. در این سال به علت شورش‌هایی در منطقه ساخت غارهای یونگانگ برای همیشه متوقف شد.
پس از قرن ششم میلادی، غارهای یونگانگ مورد بی‌توجهی قرار گرفتند و استهلاک یافتند. در دودمان لیائو برخی مجسمه‌ها را تعمیر کردند و بین سال‌های ۱۰۴۹ و ۱۰۶۰ «ده معبد یونگانگ» را در نزدیکی آن‌ها برپا کردند، ولی این معابد ۶۰ سال بعد در آتشی از بین رفت. در ۱۶۵۱ میلادی (دودمان چینگ) بناهای چوبی جلوی غارهای ۵ و ۶ ساخته شد. مرمت‌ها و برنامه‌های محافظتی مدرن نیز از دههٔ ۱۹۵۰ میلادی آغاز شد.

## نگارخانه

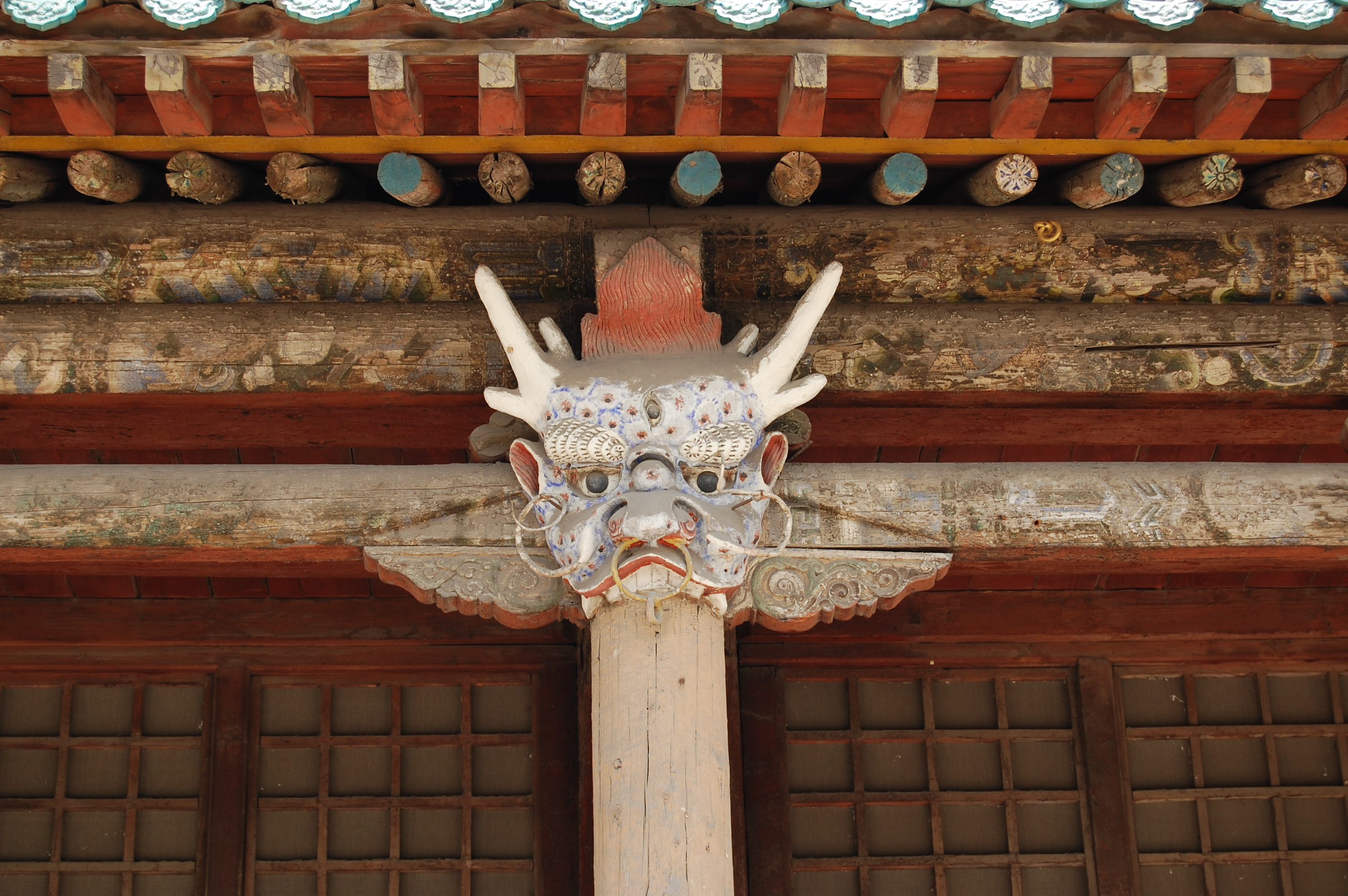
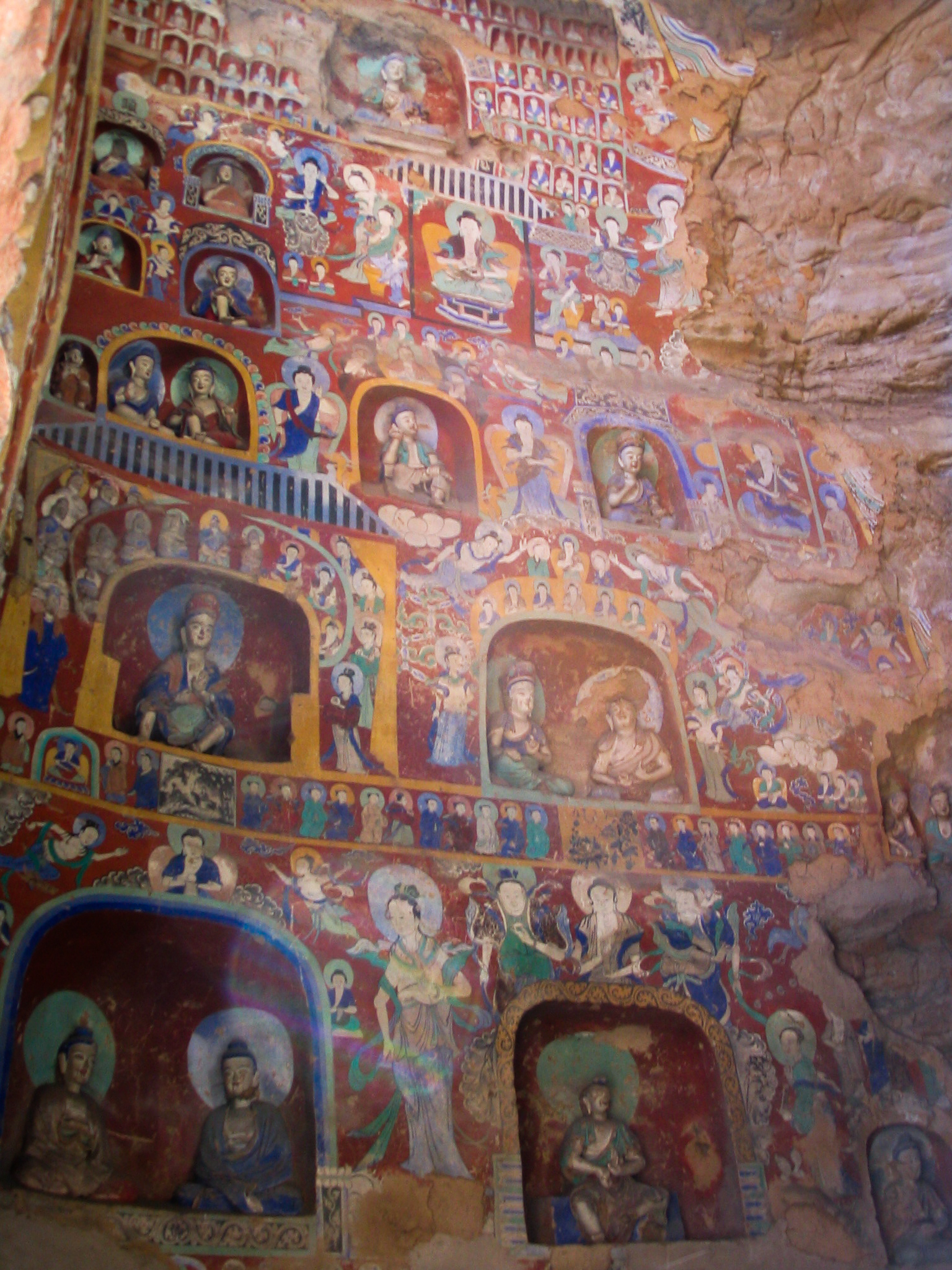
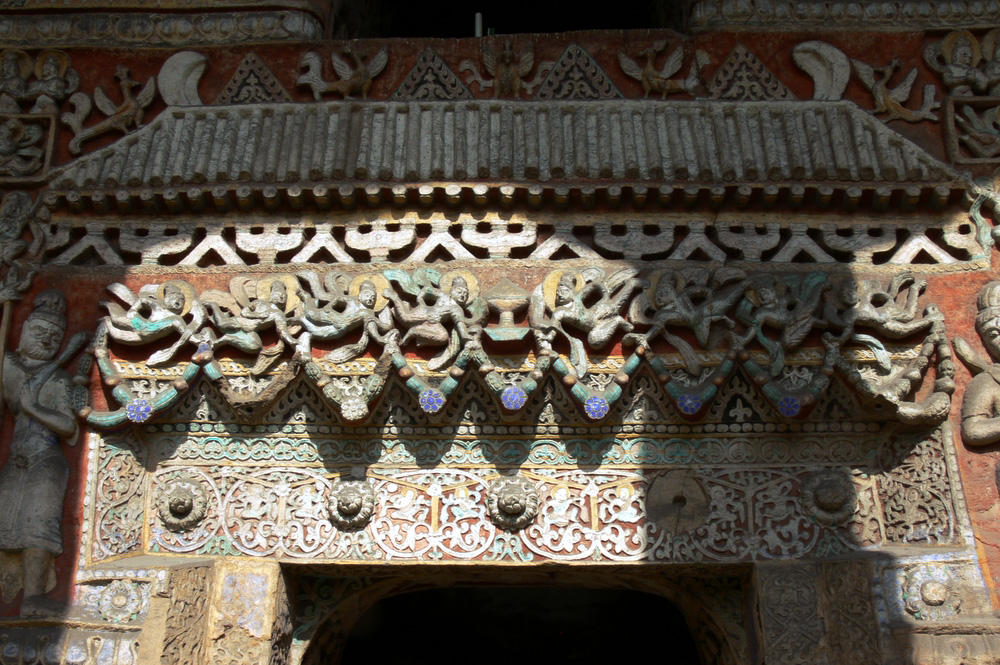
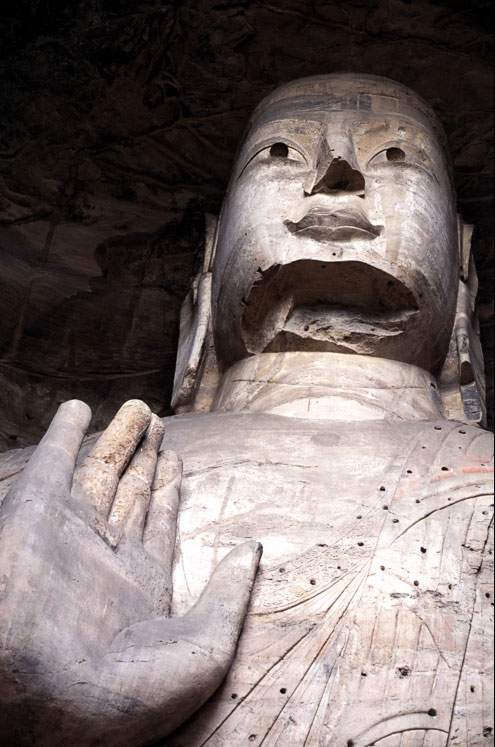
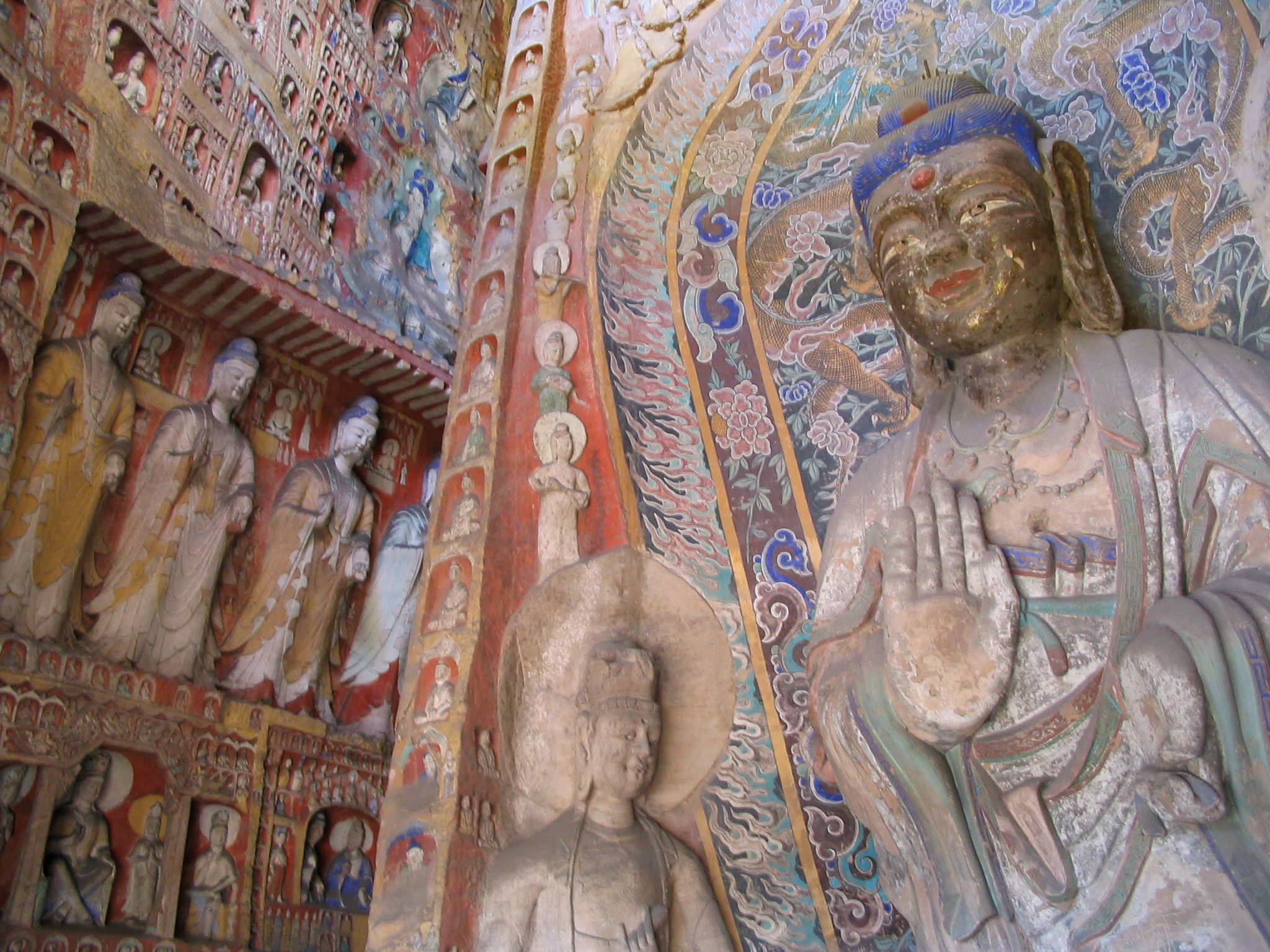
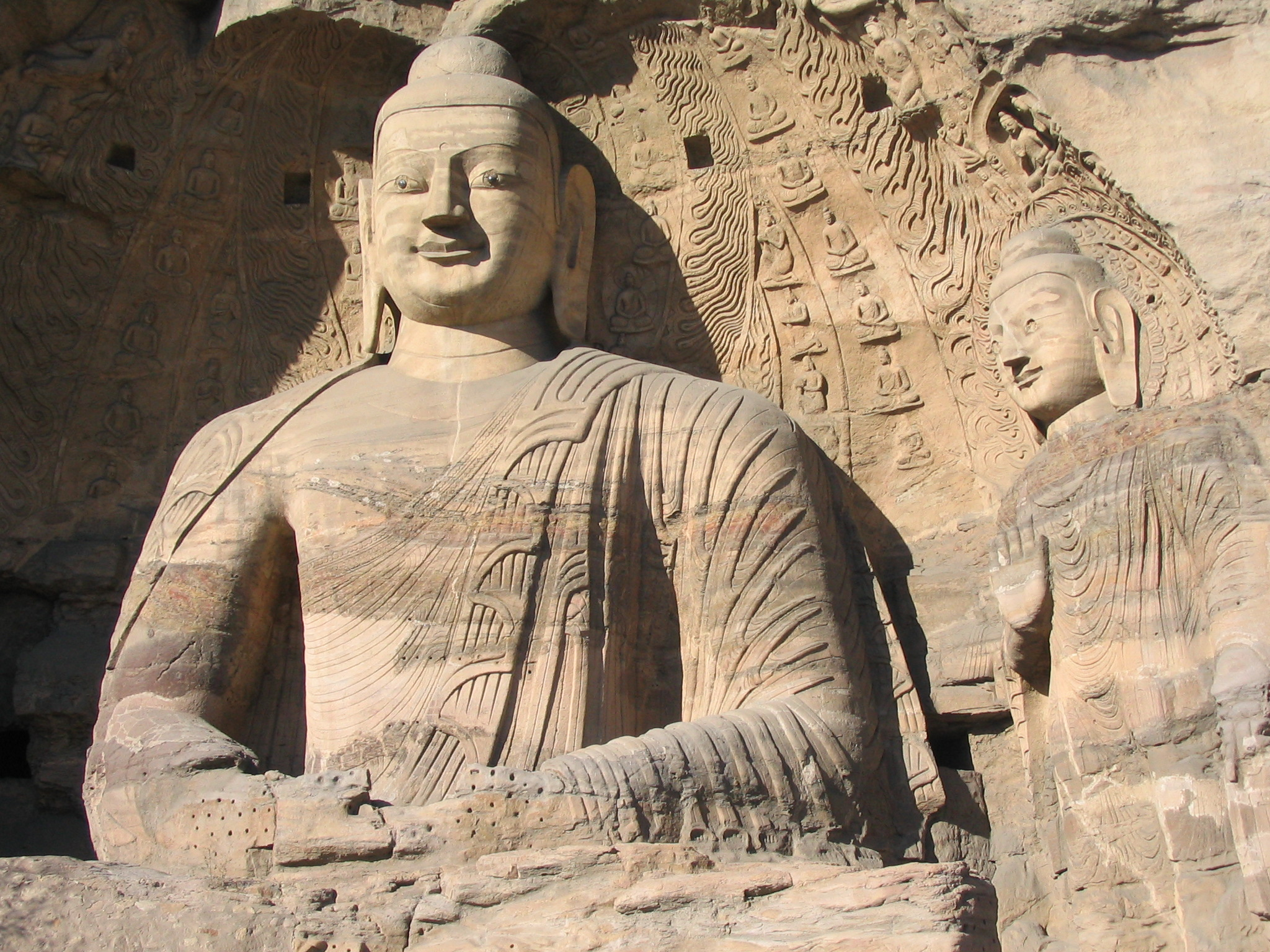
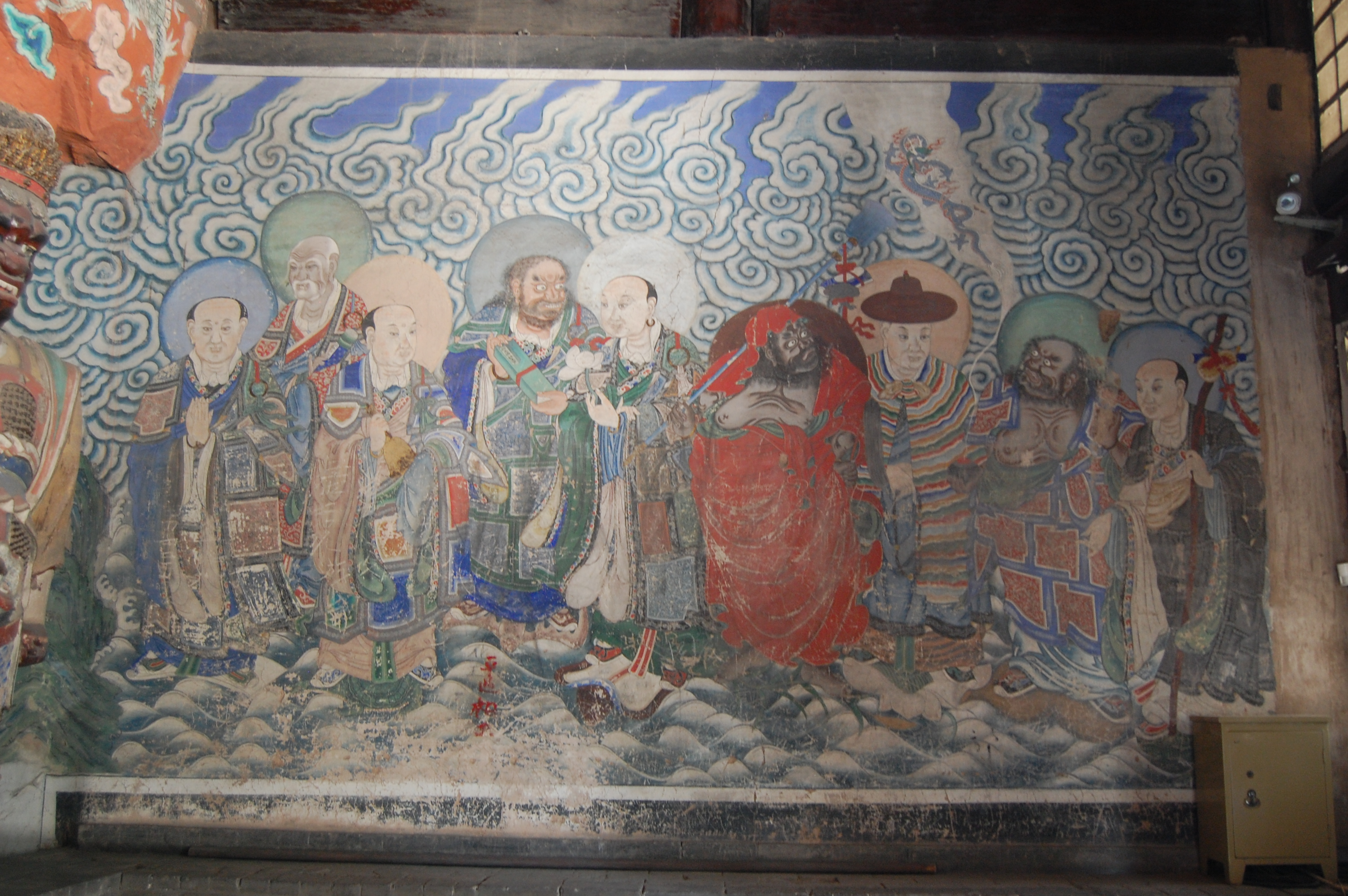
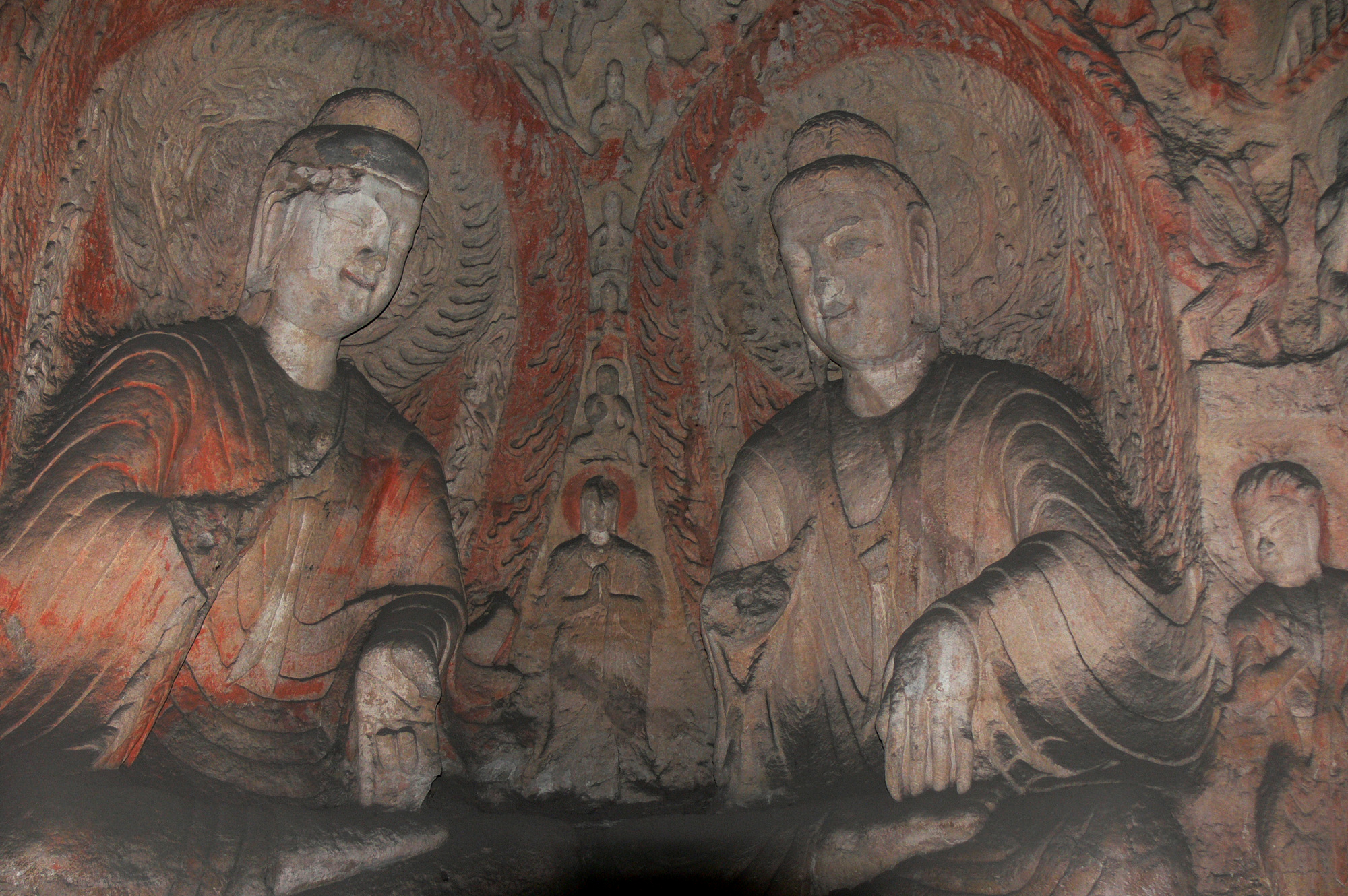
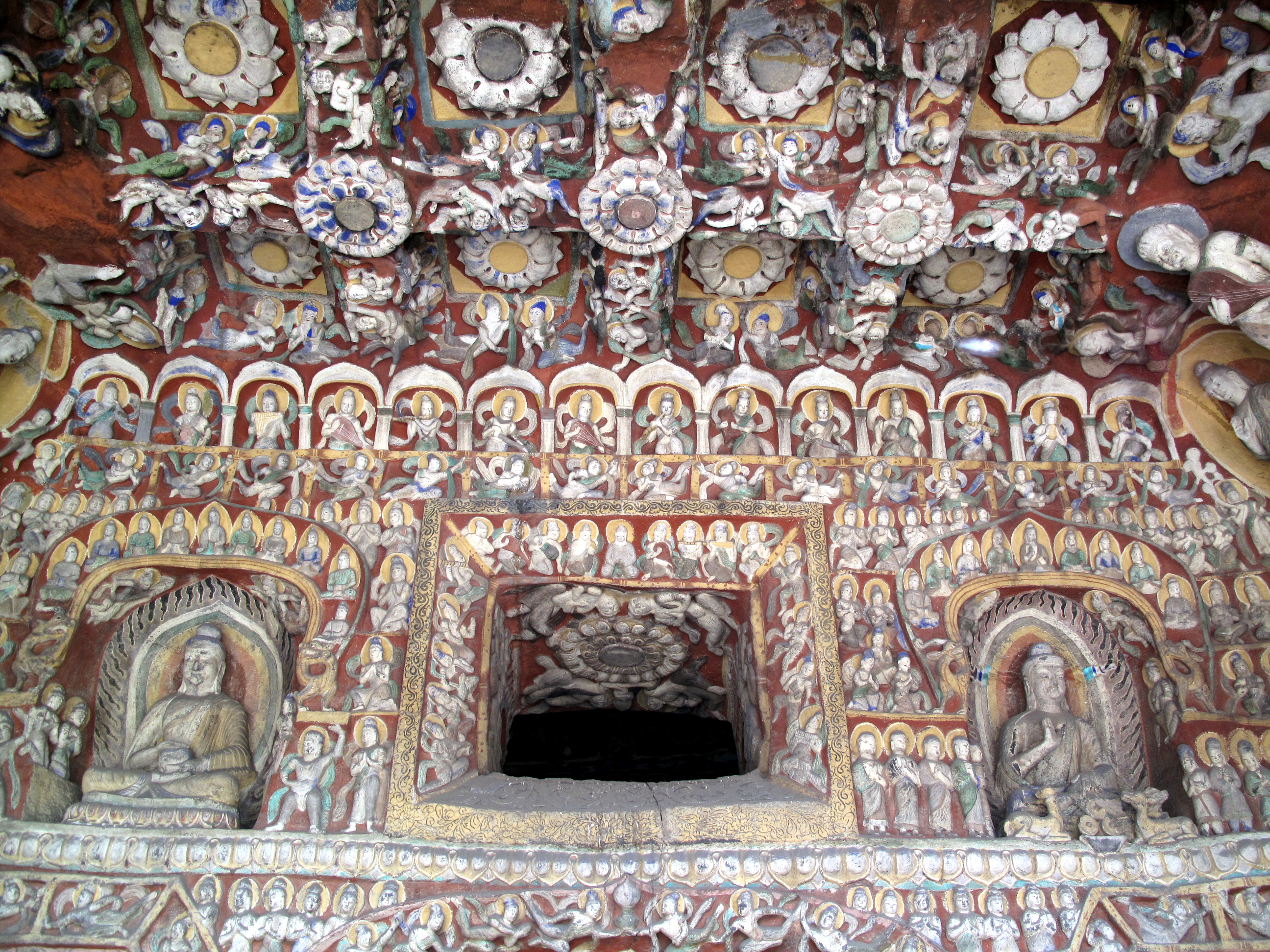
غار ۱۲
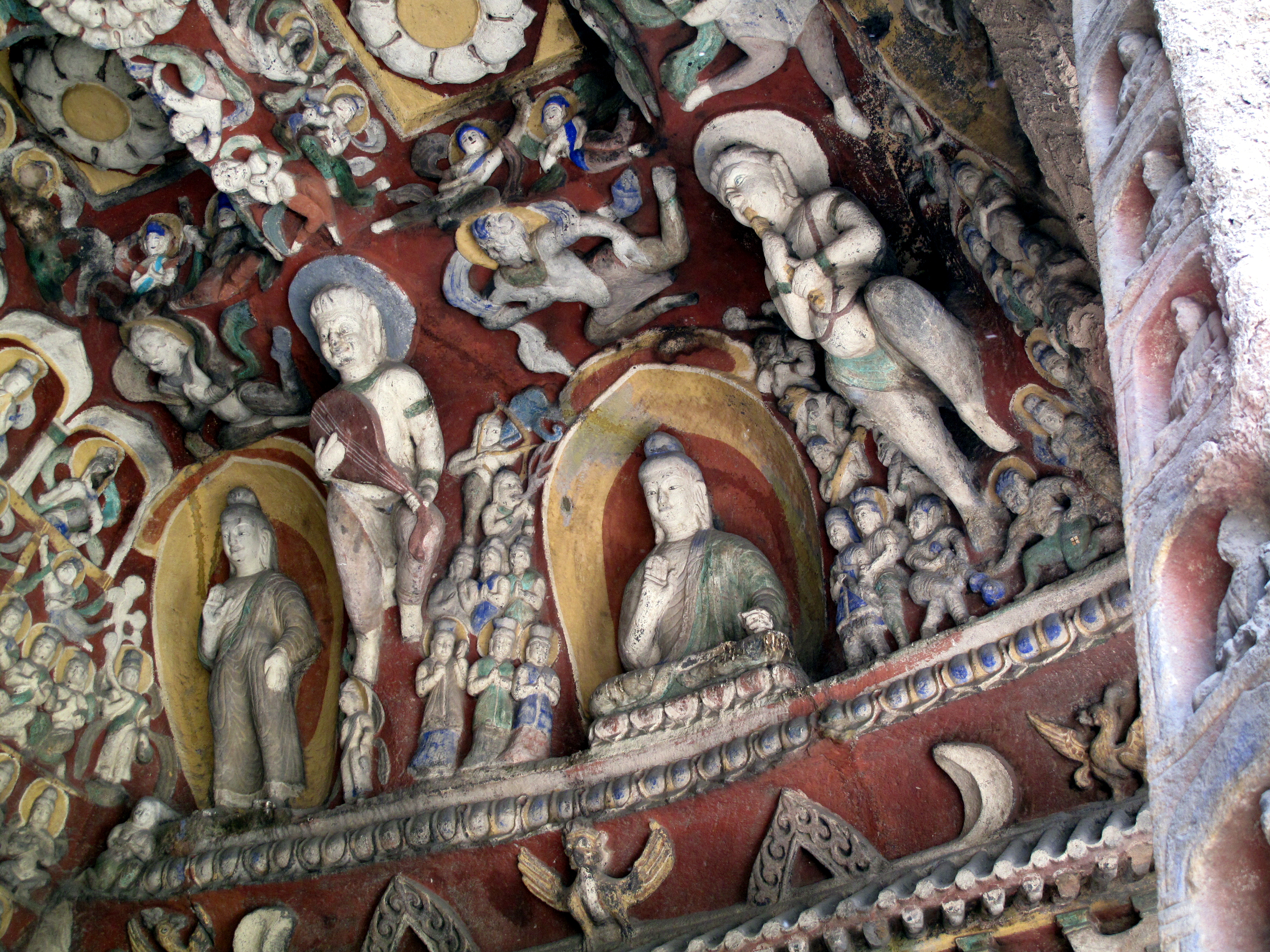
غار ۱۲